# Torneio de Roland Garros de 1971
O Torneio de Roland Garros de 1971 foi um torneio de tênis disputado nas quadras de saibro do Stade Roland Garros, em Paris, na França, entre 24 de maio e 6 de junho. Corresponde à 4ª edição da era aberta e à 70ª de todos os tempos.

## Finais

### Profissional
| Categoria | Evento    | Campeã(s)(o/ões)                   | Vice-campeã(s)(o/ões)             | Resultado                | Chave(s)  | Chave(s)       |
| --------- | --------- | ---------------------------------- | --------------------------------- | ------------------------ | --------- | -------------- |
| Simples   | Masculino | Jan Kodeš                          | Ilie Năstase                      | 8–6, 6–2, 2–6, 7–5       | principal | qualificatório |
| Simples   | Feminino  | Evonne Goolagong Cawley            | Helen Gourlay                     | 6–3, 7–5                 | principal | qualificatório |
| Duplas    | Masculino | Arthur Ashe Marty Riessen          | Tom Gorman Stan Smith             | 6–8, 4–6, 6–3, 6–4, 11–9 | principal | principal      |
| Duplas    | Feminino  | Gail Chanfreau Françoise Dürr      | Helen Gourlay Cawley Kerry Harris | 6–4, 6–1                 | principal | principal      |
| Duplas    | Misto     | Françoise Dürr Jean-Claude Barclay | Winnie Shaw Tomas Lejus           | 6–2, 6–4                 | principal | principal      |

### Juvenil
| Categoria | Evento    | Campeã(s)(o/ões)   | Vice-campeã(s)(o/ões) | Resultado     | Chave(s)  | Chave(s)       |
| --------- | --------- | ------------------ | --------------------- | ------------- | --------- | -------------- |
| Simples   | Masculino | Corrado Barazzutti | Stephen Warboys       | 2–6, 6–3, 6–1 | principal | qualificatório |
| Simples   | Feminino  | Elena Granatourova | Florence Guedy        | 2–6, 6–4, 7–5 | principal | qualificatório |